# Sean Dawkins
Sean Russell Dawkins (Red Bank, 3 febbraio 1971 – 9 agosto 2023) è stato un giocatore di football americano statunitense che ha militato nel ruolo di wide receiver nella National Football League (NFL).

## Carriera
Dopo avere giocato a football al college a California dove fu premiato come All-American, Dawkins fu scelto come 16º assoluto nel Draft NFL 1993 dagli Indianapolis Colts. Vi giocò fino al 1997 dopo di che trascorse un anno coi New Orleans Saints. Nel 1999 firmò come free agent con i Seattle Seahawks dove disputò la miglior stagione della carriera, ricevendo 992 yard e segnando 7 touchdown. Nel 2001 fece parte dei Jacksonville Jaguars. Nel 2002 disputò la pre-stagione coi Minnesota Vikings, venendo svincolato prima dell'inizio della stagione regolare.

## Palmarès
- All-American - 1992

## Statistiche
| Partite             | 140   |
| Partite da titolare | 109   |
| Ricezioni           | 445   |
| Yard ricevute       | 6.291 |
| Touchdown           | 25    |